# Muzeul feroviar Porta San Paolo din Roma
Parcul muzeal feroviar Porta San Paolo (în italiană Parco museo ferroviario Met.Ro Porta San Paolo) este un muzeu feroviar din Roma, Italia, în care sunt expuse locomotive și tramvaie de epocă aflate anterior în serviciu pe căile ferate în concesiune Roma–Civita Castellana–Viterbo, Roma–Fiuggi–Alatri–Frosinone și Roma–Lido, precum și pe rețeaua de tramvaie Castelli Romani.
Muzeul este situat pe strada Bartolomeo Bossi nr. 7, în cartierul Ostiense, și este adiacent gării Roma Porta San Paolo, stație terminus a căii ferate Roma–Lido.

## Istorie
Muzeul a fost inaugurat pe 18 septembrie 2004 de către Met.Ro., o fostă companie de transport public feroviar a zonei metropolitane Roma, la ideea inginerului Angelo Curci, în cadrul celei de-a doua ediții a evenimentului Nopți albe în Roma. Amenajat în fostul depou de mărfuri al gării Roma Porta San Paolo, muzeul este parțial în aer liber, unde este expus materialul rulant restaurat, și parțial în interior, unde sunt expuse modele, inclusiv cel al gării Osilo, instrumente, unelte și obiecte care permit reconstituirea istoriei transportului feroviar și a tramvaiului din Roma.
Începând din 2020, muzeul a fost închis publicului, mai întâi din cauza măsurilor de combatere a pandemiei de COVID-19, apoi pentru efectuarea unor lucrări de întreținere, în așteptarea transferului managementului căii ferate Roma–Lido de la compania municipală ATAC către regionalele COTRAL și ASTRAL, care a intrat în vigoare pe 1 iulie 2022.
Muzeul și-a redeschis porțile pe 14 octombrie 2022.

## Exponate
În muzeul Porta San Paolo sunt expuse câteva vehicule feroviare construite între anii 1907 și 1945. Printre exponate merită menționate următoarele:

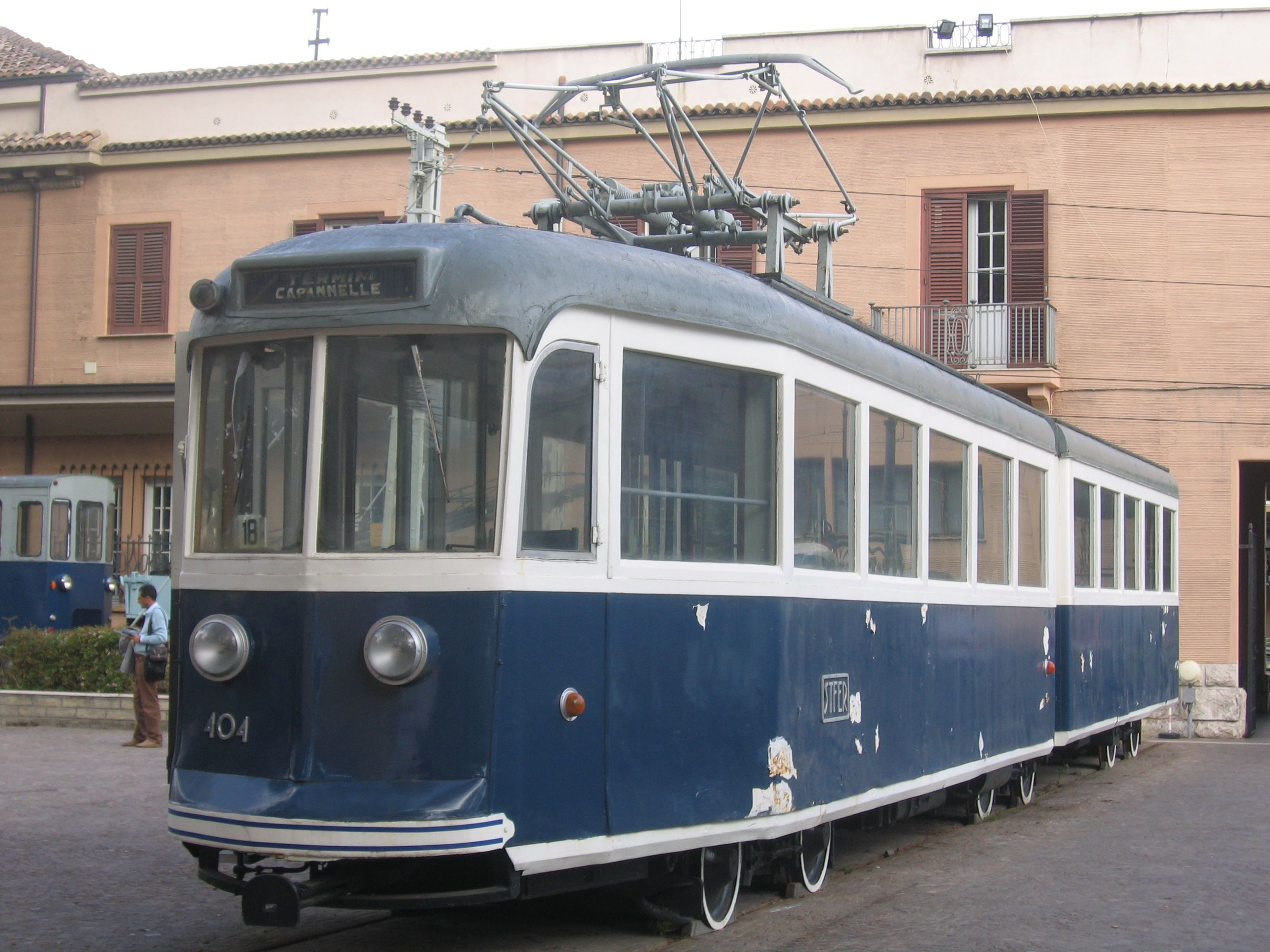
Tramvai STFER seria 400

- locomotiva STEFER nr. 01, produsă de Breda-AEG în 1915, folosită pe calea ferată Roma–Fiuggi–Alatri–Frosinone;
- locomotiva STEFER nr. 05, produsă de Carminati & Toselli-TIBB în 1922, folosită pe calea ferată Roma–Lido;
- rama electrică ECD nr. 21 a SRFN, produsă de Stanga-TIBB în 1931, folosită pe calea ferată Roma–Civita Castellana–Viterbo;
- tramvaiul STEFER nr. 404 din seria 400, produs de Stanga-TIBB în 1941, utilizat pe rețeaua de tramvai Castelli Romani;
- tramvaiul STEFER nr. 70, folosit pe liniile extraurbane ale Castelli Romani;
- un vagon de serviciu al STEFER obținut prin modificarea unei foste remorci extraurbane cu două osii;
- un vehicul de serviciu STEFER pentru inspecția liniei aeriene de contact a căii ferate Roma–Fiuggi–Alatri–Frosinone.

## Legături
- Stația Piramide, Linia B;
- Gara Roma Porta San Paolo;
- Stația Porta San Paolo a liniei  de tramvai;
- Gara Roma Ostiense, prin liniile , ,